# Stemorrhages
Stemmorhages es un género de polillas perteneciente a la familia Crambidae descrita por Julius Lederer en 1863. Los miembros del género Palpita pueden ser muy similares en apariencia.

## Especies
Este género contiene las siguientes especies:
- Stemorrhages amphitritalis (Guenée, 1854)
- Stemorrhages euthalassa (Meyrick, 1934)
- Stemorrhages exaula (Meyrick, 1888)
- Stemorrhages marthesiusalis (Walker, 1859)
- Stemorrhages oceanitis (Meyrick, 1886)
- Stemorrhages sericea (Drury, 1773)
- Stemorrhages thetydalis (Guenée, 1854)
- Stemorrhages titanicalis (Hampson, 1918)

## Especie anteriores
- Stemorrhages costata (Fabricius, 1794)